# Merodon clunipes
Merodon clunipes är en tvåvingeart som beskrevs av Sack 1913. Merodon clunipes ingår i släktet narcissblomflugor, och familjen blomflugor.
Artens utbredningsområde är Italien. Inga underarter finns listade i Catalogue of Life.